# خیابان کاراسوما

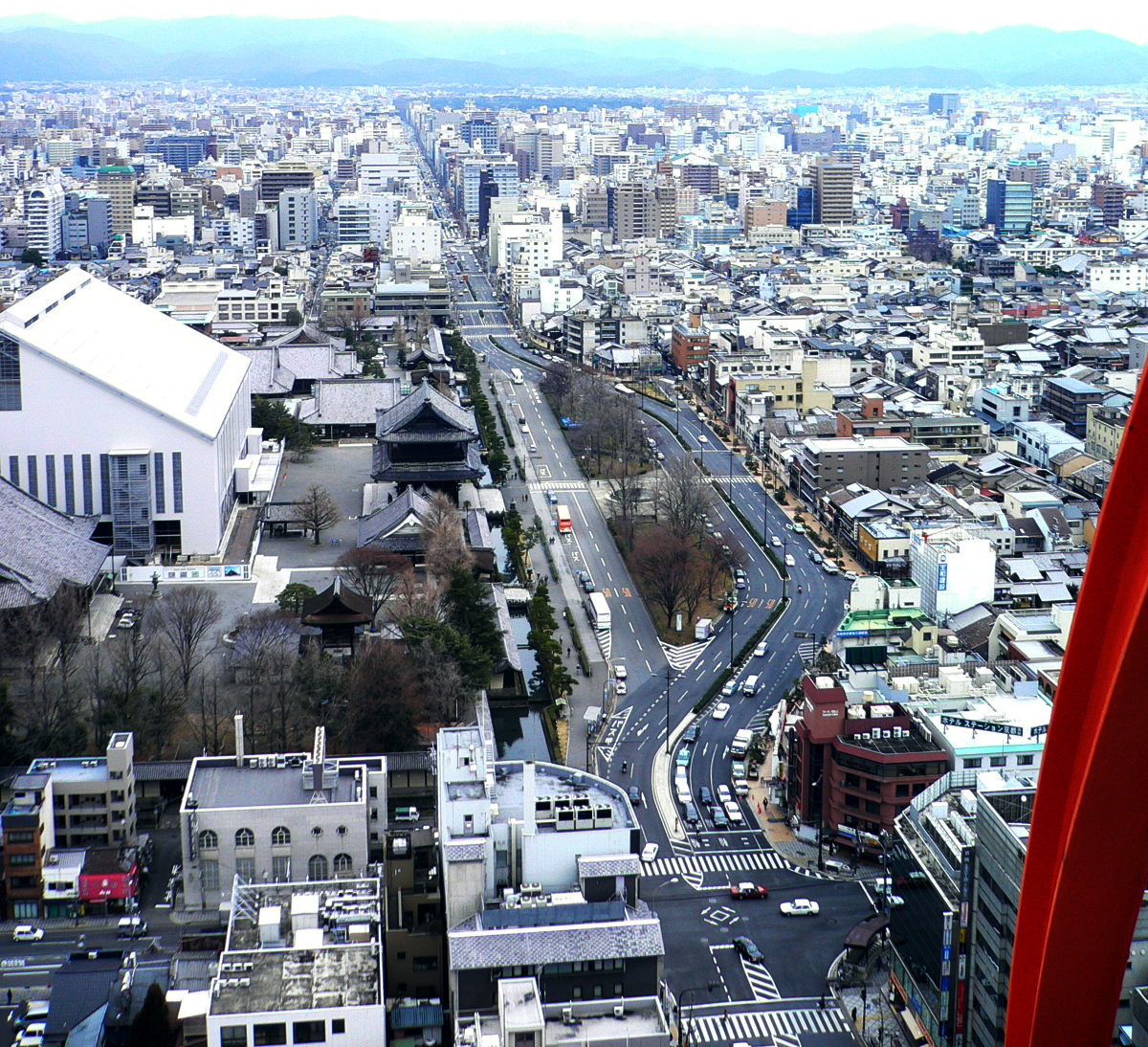
نمای خیابان از هونگانجی شرقی

خیابان کاراسوما (به ژاپنی: 烏丸通り, Karasuma Dōri) یک خیابان اصلی از جنوب-شمال در مرکز کیوتو است.